# Une relation dangereuse
Pour plus de détails, voir Fiche technique et Distribution.
Une relation dangereuse est un téléfilm français réalisé par Nadège Loiseau d'après un scénario de Douglas Kennedy et Marine Flores-Ruimi.
Cette fiction dramatique, qui est une adaptation du roman Une relation dangereuse de Douglas Kennedy vendu à plus de 650.000 exemplaires, est une production de Wildcats Productions pour France Télévisions.

## Synopsis
Virginie et Damien se rencontrent sur le terrain, au cœur d’une zone de conflit. Tous deux journalistes aguerris, globe-trotteurs sans attaches, ils vivent un coup de foudre fulgurant. Quand Virginie tombe enceinte, ils décident de poser leurs valises à Paris, où Damien vient d’être nommé rédacteur en chef.
Mais pour Virginie, l’arrivée dans cette ville qu’elle ne connaît pas, l’isolement, et une maternité éprouvante marquent le début d’une descente aux enfers. Rongée par une dépression post-partum, elle s’éloigne de tout – de sa fille, de Damien, d’elle-même. Lui, désemparé, peine à comprendre, à soutenir, à tenir.
Le couple se fracture. Et lorsque la séparation s’impose, une bataille pour la garde de l’enfant s’engage. Une guerre intime, où chaque mot, chaque geste passé devient une pièce à conviction. Qui dit vrai ? Qui manipule ? Que reste-t-il de l’amour quand il devient une ligne de défense ou d’attaque ?

Face à la justice, chacun livrera sa version, ses blessures, ses vérités. Et aucun des deux n’en sortira indemne.

## Fiche technique
Sauf indication contraire, les informations mentionnées dans cette section peuvent être confirmées par la base de données cinématographiques Allociné,  présente dans la section « Liens externes ».
- Titre français : Une relation dangereuse
- Réalisation : Nadège Loiseau[1],[2],[3]
- Scénario : Douglas Kennedy et Marine Flores-Ruimi[1],[2]
- Production :
- Société de production : Wildcats Productions - en association avec France Télévisions
- Productrice : Odile McDonald[1],[2]
- Pays de production :  France
- Langue originale : français
- Format : couleur
- Genre : Drame
- Durée : 90 minutes
- Dates de première diffusion :
- Chaîne de première diffusion : France 2

## Distribution
- Ophélia Kolb : Virginie
- Grégory Fitoussi : Damien
- Louise Monot : Delphine
- Philippe Rebbot : Maitre Martin
- Laura Domenge : Louise
- Florence Janas : Sophie

## Production

### Genèse et développement
Le téléfilm est une adaptation du roman Une relation dangereuse de Douglas Kennedy, vendu à plus de 650.000 exemplaires : le scénario est de la main de Douglas Kennedy et Marine Flores-Ruimi, et la réalisation est assurée par Nadège Loiseau,,.

### Tournage
Le tournage se déroule du 18 mars au 15 avril 2025 à Paris et en région parisienne, notamment à Ivry-sur-Seine, Pontault-Combault, Noisiel et Meudon,.